# Goldbergvariationerna

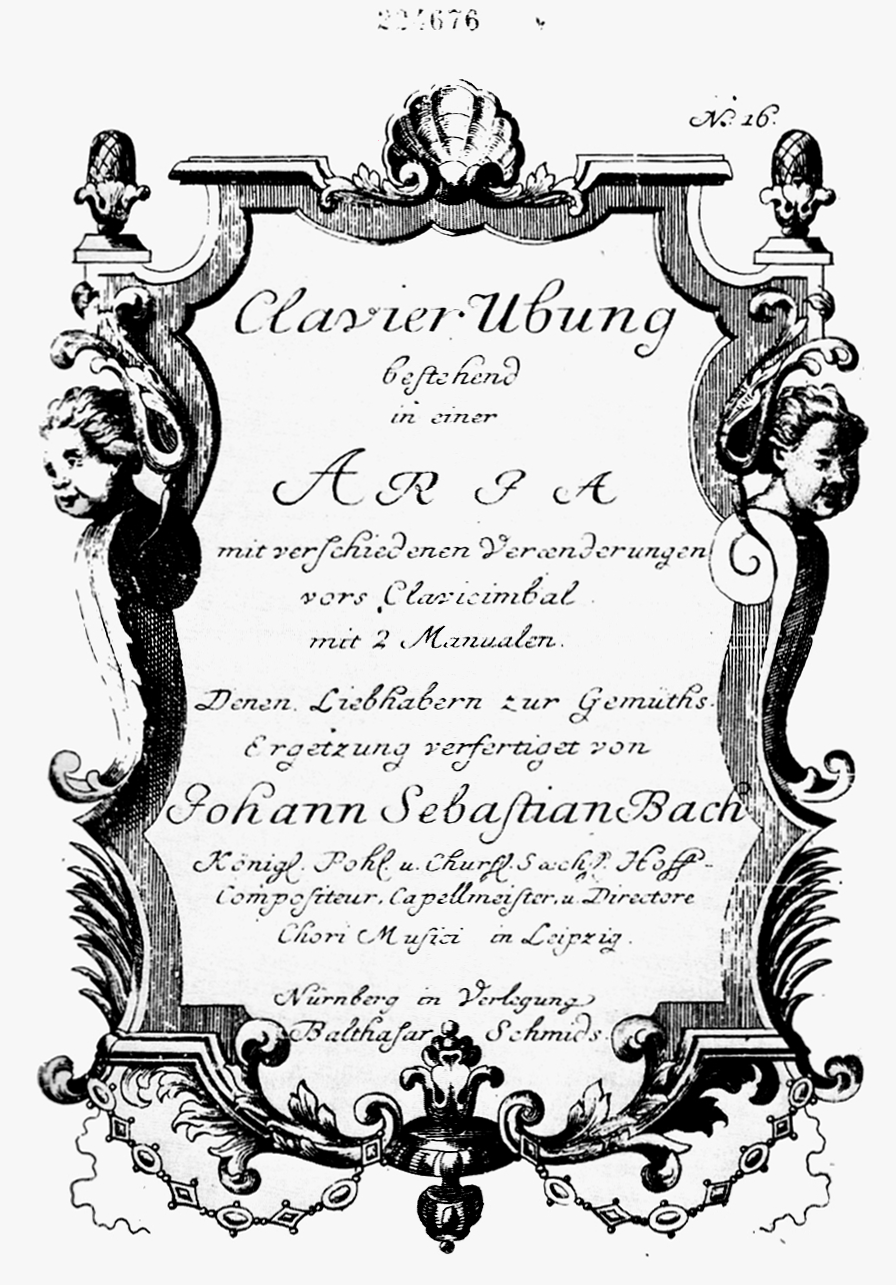
Titelbladet till Goldbergvariationerna, förstautgåvan.

Goldbergvariationerna, BWV 988, är en komposition för cembalo skriven av Johann Sebastian Bach. Bach gav verket titeln Aria mit verschiedenen Veraenderungen vors Clavicimbal mit 2 Manualen. Verket består av 30 variationer utöver den aria som inleder och avslutar det.
Goldbergvariationerna är också senare omarrangerat för andra instrument, bl.a. för stråkkvartett.
Goldbergvariationerna utgavs första gången 1741 som Clavierübung IV och har fått sitt namn efter Johann Gottlieb Goldberg som kan ha varit den förste att framföra det.